# Geburtsposition
Der Begriff Geburtspositionen, auch Gebärpositionen (engl.: maternal birthing positions, childbirth positions), bezeichnet die Vielzahl verschiedener Körperhaltungen, die die Gebärende während des Geburtsprozesses einnehmen kann.

## Allgemeines
Neben der von vielen Geburtshelfern noch immer favorisierten liegenden Position, werden vor allem bei außerklinischen Geburten, aber vermehrt auch in Kreißsälen, meist erfolgreich alternative Geburtspositionen eingesetzt, darunter Hocken, Stehen, Knien und Vierfüßlerstand, oft in Kombination. Diese Stellungen werden als aufrechte Geburtspositionen bezeichnet.
Die Weltgesundheitsorganisation (WHO) empfiehlt, die Gebärende selbst die Geburtsposition wählen zu lassen und unterschiedliche Positionen anzubieten und zu ermöglichen.
Häufig gibt es jedoch Beschränkungen dieser Wahlmöglichkeiten, bedingt durch die Ausstattung des Kreißbettes bis hin zu vorgegebenen Entbindungsvorschriften oder Routinemaßnahmen, wie Infusionsleitungen oder Kardiotokografie (CTG)-Kabel. Auch eine Periduralanästhesie (PDA) kann die Gebärende daran hindern, sich frei zu bewegen.

## Vorteile aufrechter Geburtspositionen
Das Einnehmen von aufrechten Positionen während der Wehenarbeit und der Geburt weitet den Geburtskanal mehr als die liegende Position, sodass das Baby mehr Raum für nötige Rotationen bekommt und den Weg durch das Becken leichter zurücklegen kann. Außerdem wird die Indikation für abnormale kindliche Herzfrequenzen herabgesenkt. Infolgedessen sind Interventionen (z. B. Geburtszange, Saugglocke) seltener.
Aufrechte Positionen während der Eröffnungsphase können diese Phase um mehr als eine Stunde reduzieren. In der Eröffnungsphase eingesetzt mindern sie außerdem statistisch gesehen die Notwendigkeit von Kaiserschnitt und Periduralanästhesie im weiteren Verlauf der Geburt.
Unterschiedliche Geburtspositionen können mit unterschiedlichen Graden von Geburtsverletzungen in Zusammenhang gebracht werden. Geburtshelfer sollten daher eine große Bandbreite von Gebärpositionen kennen, Nutzen und Risiko im Einzelfall abwägen und die Positionen geschickt kombinieren können. Entscheidungen zu Gebärpositionen sollten immer im Einvernehmen mit der Gebärenden getroffen werden.

## Einzelne Geburtspositionen

### Rückenlage (medizinisch Steinschnittlage)
Hierbei liegt die werdende Mutter auf dem Rücken mit hochgelegten Beinen und dem Gesäß in der Nähe der Tischkante. Diese Position ist am bequemsten für Geburtshelfer, da sie einen besseren Zugriff auf den Damm ermöglicht. Allerdings ist diese Position für die meisten Frauen ungünstig, da das Köpfchen ungleichmäßigen Druck auf die Scheidenwand ausübt und die Wehen gegen die Schwerkraft arbeiten müssen.
„Etliche Studien haben gezeigt, dass in der Eröffnungsphase die Rückenlage die Durchblutung der Gebärmutter beeinflusst. Der schwer auf den Bauchgefäßen liegende Uterus kann zu deren Komprimierung führen, welches wiederum in einer schlechteren Durchblutung und somit in einer schlechteren Versorgung des Feten resultiert. Ebenso wurde herausgefunden, dass die Wehenintensität durch die Rückenlage beeinflusst wird und so dem Geburtsfortschritt hinderlich ist.“

### Hocken
Die hockende Position nutzt die Schwerkraft und vergrößert dadurch den Druck auf den Beckenraum mit minimalem muskulärem Aufwand. In der hockenden Position öffnet sich der Geburtskanal bis zu 20 % weiter als in jeder anderen Position. Ein weiterer Vorteil dieser Position ist die gleichmäßige Druckverteilung durch den Kopf des Babys auf die Scheide. Die Herztöne des Kindes sind besser, dafür ist das Risiko für Dammrisse und Blutverlust über 500 ml für diese Position leicht erhöht. Mit Bedacht eingesetzt wird diese Position vor allem für die Austreibungsphase empfohlen. Gebärhocker oder der Partner stützen diejenigen Frauen, die ihre Fersen beim Hocken nicht auf den Boden bringen können.

### Vierfüßlerstand
Manche Frauen begeben sich instinktiv in den Vierfüßlerstand. Die Position wird von vielen Frauen als angenehm empfunden. Da die Position die Schwerkraft nutzt, verringert sie Rückenschmerzen. Geringerer Druck auf den Damm mindert das Risiko eines Dammrisses. Im Vergleich zum Hocken öffnet diese Position nicht ganz so weit und ist daher eine gute Alternative in der Austreibungsphase.

### Seitenlage
Diese Position kann das Fortschreiten des Kindes im Geburtskanal verlangsamen, sodass der Damm mehr Zeit bekommt, um sich auf natürliche Weise zu dehnen. Die Mutter liegt auf der Seite mit angewinkelten Knien, wobei das obere Bein hochgehalten bzw. gestützt wird. Diese Position macht keinen Gebrauch von der Schwerkraft, hat gegenüber der liegenden Position jedoch trotzdem den Vorteil, dass die Vena Cava (Hauptvene) nicht abgedrückt wird, was zu einer verminderten Blut- und somit Sauerstoffversorgung des Kindes führen könnte.

### Bewegung
Durch das Anlegen von Kabeln des Kardiotokographiegerätes fühlen sich Frauen oft in ihrer Bewegungsfreiheit eingeschränkt. Jedoch wird auch an dieses Messgerät angeschlossenen Frauen geraten, ihrem Bewegungsdrang zu folgen. Das Umhergehen unter der Geburt hat keine schädlichen Auswirkungen. Frauen sollten daher dazu ermutigt werden, wenn sie herumgehen möchten.
Die Ausstattung der Geburtseinrichtung ist der Schlüssel zu wirklicher Bewegungsfreiheit. Im Raum sollten daher verschiedene Möbelstücke und Requisiten verfügbar sein, welche die Frau animieren, verschiedene Positionen auszuprobieren. Elektronische Fetalüberwachung, intravenöse Infusionen und verschiedene Methoden der Schmerzlinderung können die Mobilität der Frau und ihre Möglichkeit, die Geburtsposition zu verändern, beeinträchtigen. Frauen müssen sich dessen bewusst sein, damit sie sachkundig über deren Anwendung entscheiden können.

## Historisch-kulturelle Entwicklung
Ursprünglich fanden in fast allen Kulturen Geburten in aufrechten Geburtspositionen statt. Durch die Technisierung des Geburtsprozesses hat sich in Deutschland und anderen westlichen Ländern die liegende Position weit verbreitet, meistens zum Leidwesen der Gebärenden. Seit dem späten 20. Jahrhundert gelangen dagegen aufrechte Geburtspositionen – auch im Zuge von Bemühungen um eine Sanfte Geburt – wieder verstärkt in das Bewusstsein der Beteiligten. So lernen Schwangere und ihre Partner in Geburtsvorbereitungskursen verschiedene Positionen kennen und können diese dort erproben. Bedingt durch den Fachkräftemangel, auf den der Deutsche Hebammenverband und die Initiative Mother Hood seit Jahren aufmerksam machen, werden jedoch weiterhin viele Geburten liegend und mit hoher Interventionsrate durchgeführt.